# 青海格尔木太阳能光伏电站
格尔木太阳能光伏电站位于中华人民共和国青海省格尔木市，始建于2009年8月20日，并于2011年10月29日正式启用 。电站每年的输出预计为317亿瓦时。
在格尔木沙漠群中，共有发电量达570兆瓦的光伏电站。2012年，该地区预计再增加500兆瓦的发电量。[update needed]